# Piding
Piding település Németországban, azon belül Bajorországban. Lakosainak száma 5464 fő (2023. december 31.). Piding Bad Reichenhall és Anger községekkel határos.

## Népesség
A település népessége az elmúlt években az alábbi módon változott:
| Lakosok száma | 500  | 2506 | 3458 | 4213 | 5183 | 5328 | 5432 | 5451 | 5430 | 5464 |
|               | 1875 | 1950 | 1975 | 1987 | 2012 | 2014 | 2016 | 2017 | 2021 | 2023 |